# غرينسبورو (ماريلاند)
غرينسبورو (بالإنجليزية: Greensboro, Maryland)‏ هي بلدة تقع في مقاطعة كارولين (ماريلاند) بولاية ماريلاند في الولايات المتحدة. تبلغ مساحتها 2.72 (كم²)، وترتفع عن سطح البحر 5 م، بلغ عدد سكانها 1931 نسمة في عام 2010 حسب إحصاء مكتب تعداد الولايات المتحدة وتصل الكثافة السكانية فيها 710 نسمة/كم2.

## التركيبة السكانية
قام مكتب تعداد الولايات المتحدة بتحديد بيانات التركيبة السكانية لغرينسبورو في تعداد الولايات المتحدة. في ما يلي، التركيبة السكانية حسب تعدادي 2000 و2010.

### تعداد عام 2000
بلغ عدد سكان غرينسبورو 1,632 نسمة بحسب تعداد عام 2000، وبلغ عدد الأسر 616 أسرة وعدد العائلات 407 عائلة مقيمة في البلدة. في حين سجلت الكثافة السكانية 2,451.3 نسمة لكل ميل مربع (946.5/كم2). وبلغ عدد الوحدات السكنية 674 وحدة بمتوسط كثافة قدره 1,012.4 نسمة لكل ميل مربع (390.9/كم2).
وتوزع التركيب العرقي للبلدة بنسبة 78.86% من البيض و 0.06% من الأمريكيين الأصليين و 0.67% من الأمريكيين ذوي الأصول الآسيوية و 16.91% من الأمريكيين الأفارقة و 1.72% من عرقين مختلطين أو أكثر.
بلغ عدد الأسر 616 أسرة كانت نسبة 40.6% منها لديها أطفال تحت سن الثامنة عشر تعيش معهم، وبلغت نسبة الأزواج القاطنين مع بعضهم البعض 41.7% من أصل المجموع الكلي للأسر، ونسبة 19.6% من الأسر كان لديها معيلات من الإناث دون وجود شريك، وكانت نسبة 33.9% من غير العائلات. تألفت نسبة 29.1% من أصل جميع الأسر من أفراد ونسبة 13.6% كانوا يعيش معهم شخص وحيد يبلغ من العمر 65 عاماً فما فوق. وبلغ متوسط حجم الأسرة المعيشية 3.28، أما متوسط حجم العائلات فبلغ 2.64.
بلغ العمر الوسطي للسكان 31 عاماً. وكانت نسبة 32.4% من القاطنين تحت سن الثامنة عشر، وكانت نسبة 9.4% بين الثامنة عشر والأربعة وعشرون عاماً، ونسبة 29.4% كانت واقعةً في الفئة العمرية ما بين الخامسة والعشرون حتى والأربعة وأربعون عاماً، ونسبة 16.5% كانت ما بين الخامسة والأربعون حتى الرابعة والستون، ونسبة 12.3% كانت ضمن فئة الخامسة والستون عاماً فما فوق. يوجد لكل 100 أنثى 85.0 ذكر، ويوجد لكل 100 أنثى في الثامنة عشر من عمرها فما فوق 80.8 ذكر.
بلغ متوسط دخل الأسرة في البلدة 31,397 دولار، أما متوسط دخل العائلة فبلغ 36,083 دولار. وكان متوسط دخل الذكور 27,092 دولار مقابل 20,729 دولار للإناث. وسجل دخل الفرد الخاص بالبلدة 13,787 دولار. وكانت نسبة 15.6% من العائلات ونسبة 16.5% من السكان تحت خط الفقر، وكان من هؤلاء نسبة 21.6% تحت سن الثامنة عشر ونسبة 17.1% في الخامسة والستين من العمر وما فوق.

### تعداد عام 2010
بلغ عدد سكان غرينسبورو 1,931 نسمة بحسب تعداد عام 2010، وبلغ عدد الأسر 703 أسرة وعدد العائلات 477 عائلة مقيمة في البلدة. في حين سجلت الكثافة السكانية 1,839.0 نسمة لكل ميل مربع (710.0/كم2). وبلغ عدد الوحدات السكنية 798 وحدة بمتوسط كثافة قدره 760.0 لكل ميل مربع (293.4/كم2).
وتوزع التركيب العرقي للبلدة بنسبة 75.8% من البيض و 0.9% من الأمريكيين الأصليين و 0.8% من الأمريكيين ذوي الأصول الآسيوية و 1.4% من سكان جزر المحيط الهادئ و 13.6% من الأمريكيين الأفارقة و 3.6% من عرقين مختلطين أو أكثر.
بلغ عدد الأسر 703 أسرة كانت نسبة 42.4% منها لديها أطفال تحت سن الثامنة عشر تعيش معهم، وبلغت نسبة الأزواج القاطنين مع بعضهم البعض 42.0% من أصل المجموع الكلي للأسر، ونسبة 18.3% من الأسر كان لديها معيلات من الإناث دون وجود شريك، بينما كانت نسبة 7.5% من الأسر لديها معيلون من الذكور دون وجود شريكة وكانت نسبة 32.1% من غير العائلات. تألفت نسبة 27.3% من أصل جميع الأسر من أفراد ونسبة 12.4% كانوا يعيش معهم شخص وحيد يبلغ من العمر 65 عاماً فما فوق. وبلغ متوسط حجم الأسرة المعيشية 3.30، أما متوسط حجم العائلات فبلغ 2.74.
بلغ العمر الوسطي للسكان 30.2 عاماً. وكانت نسبة 30% من القاطنين تحت سن الثامنة عشر، وكانت نسبة 10.5% بين الثامنة عشر والأربعة وعشرون عاماً، ونسبة 30.2% كانت واقعةً في الفئة العمرية ما بين الخامسة والعشرون حتى والأربعة وأربعون عاماً، ونسبة 19.5% كانت ما بين الخامسة والأربعون حتى الرابعة والستون، ونسبة 9.8% كانت ضمن فئة الخامسة والستون عاماً فما فوق. وتوزع التركيب الجنسي للسكان بنسبة 46.5% ذكور و53.5% إناث.

## وصلات خارجية
- The US50 - Cities and Towns in Maryland State
- Maryland Cities and Towns, Facts, Map, Flag, Colleges, Government, and More